# Boson de Schwinger
Pour les articles homonymes, voir Boson (homonymie).
Les bosons de Schwinger sont des particules fictives introduites par Julian Schwinger,pour représenter les opérateurs de spin en mécanique quantique au moyen du formalisme de seconde quantification.
Soient {\displaystyle b_{\sigma }}avec {\displaystyle \sigma =\uparrow ,\downarrow }les opérateurs d'annihilation des bosons de spin {\displaystyle \sigma }, et {\displaystyle b_{\sigma }^{\dagger }}les opérateurs de création. Les opérateurs de spin {\displaystyle S} sont donnés par les relations
{\displaystyle S^{+}=S_{x}+iS_{y}=b_{\uparrow }^{\dagger }b_{\downarrow }}
{\displaystyle S^{-}=S_{x}-iS_{y}=b_{\downarrow }^{\dagger }b_{\uparrow }}
{\displaystyle S^{z}={\frac {1}{2}}(b_{\uparrow }^{\dagger }b_{\uparrow }-b_{\downarrow }^{\dagger }b_{\downarrow })}
avec la contrainte {\displaystyle b_{\uparrow }^{\dagger }b_{\uparrow }+b_{\downarrow }^{\dagger }b_{\downarrow }=2S}. Si on élimine la contrainte pour avoir une seule espèce de boson, on retrouve le formalisme d'Holstein et Primakoff.

## Généralisations
Le formalisme des bosons de Schwinger, initialement appliqué à l'étude des représentations du groupe {\displaystyle SU(2)}, peut se généraliser au cas des groupes {\displaystyle SU(N),N\geq 3} et permet de construire leurs représentations irréductibles.

## Applications en physique de la matière condensée
Le formalisme des bosons de Schwinger est utilisé dans la théorie de l'antiferromagnétisme pour traiter les systèmes où les fluctuations sont importantes,. Il permet en particulier de reproduire le gap de Haldane et les états de bord dans la chaîne de spin-1 antiferromagnétique. Sur un réseau bipartite, on peut remplacer les spins {\displaystyle SU(2)} par des spins {\displaystyle SU(N)} dans la représentation fondamentale sur un des sous réseaux, et par des spins dans la représentation conjuguée sur l'autre sous-réseau, puis prendre la limite {\displaystyle N\to +\infty } dans laquelle l'approximation de champ moyen devient exacte. Sur un réseau non-bipartite, qui peut se rencontrer dans le magnétisme frustré, la généralisation adaptée consiste à replacer les spins  {\displaystyle SU(2)} par des spins {\displaystyle Sp(N)}correspondant à un groupe symplectique.